# Mientras haya vida
Mientras haya vida es una telenovela mexicana producida por Argos Televisión para TV Azteca, emitida entre 2007 y 2008. Siendo una historia original de Guillermo Ríos, con esta producción se retoma la alianza con ambas compañías, después de estar separadas por 7 años. Se estrenó a través de Azteca Trece el 2 de mayo de 2007 en sustitución de Montecristo, y finalizó el 18 de enero de 2008 siendo reemplazado por Vivir por ti.
Está protagonizada por Margarita Rosa de Francisco, Saúl Lisazo, Paola Núñez y Andrés Palacios, junto con Romina Gaetani, Héctor Arredondo, Fernando Ciangherotti, y Enrique Singer en los roles antagónicos.

## Sinopsis
María Montero es abandonada por su marido Leonardo, quien huye a los Estados Unidos en busca de una mejor vida para él y sus tres hijas: Elisa, Gina y Emiliana. 
Héctor Cervantes, es un empresario padre de dos hijos: Alejandro y Gael. La hija de Héctor muere de una enfermedad, lo cual llevó a su esposa al suicidio. Desde ese momento, Héctor vivió solo hasta que conoció a Romina Sáenz, su secretaria, que trabajaba para una organización para que Héctor vendiera sus acciones. Héctor le pidió matrimonio. Justo antes de poder alcanzar su meta, Héctor conoce a María y se enamora. Tendrán que soportar la maldad y las intrigas de Romina, Gael, Gonzalo y el mayor; pero el mayor obstáculo que separara a María y a Héctor, es que a él le detectan cáncer de páncreas. 
Elisa se enamora de Sergio, un taxista mujeriego y de Alejandro, el hijo de Héctor.

## Elenco

### Principales
- Margarita Rosa de Francisco como María Robles
- Saúl Lisazo como Héctor Cervantes Sánchez
- Andrés Palacios como Sergio Juárez Rojas
- Romina Gaetani como Romina Sáenz
- Paola Nuñez como Elisa Montero Robles
- Héctor Arredondo como Gael Cervantes Rivas
- Carmen Beato como Elena de la Riva
- Anna Ciocchetti como Marion Lennox
- Farnesio de Bernal como Lorenzo Rivas
- Tommy Dunster como Alejandro Cervantes Rivas
- Carmen Madrid como Natalia
- Carlos Torres Torrija como Leonardo Montero
- Marimar Vega como Georgina «Gina» Montero Robles
- Erik Hayser como Daniel
- Alicia Jaziz como Emiliana Montero Robles
- Alan Ciangherotti como Julio
- Carolina Cartagena como Luisa Vale
- Mayra Sierra como Ofelia de Cervantes
- Ana Ofelia Murguia como Toto
- Fernando Ciangherotti como Gonzalo de la Riva
- Javier Díaz Dueñas como Ramón Vale
- Angélica Celaya como Paula Hernández
- Jorge Eduardo García como Diego Vale / Diego Juárez
- Marco Treviño como el Dr. Marcos Riveroll
- Enrique Singer como Arturo Marín «El Mayor»
- Plutarco Haza como Rodrigo[3]
- Ari Telch como Ignacio Estévez[4]

### Recurrentes e invitados especiales
- Tomás Goros como Jaime
- Luis Cárdenas como el comandante Pedro Montero
- Gloria Peralta como Dolores Sánchez de Cervantes
- Alenka Ríos como Chabela
- Mar Carrera como Graciela Rivas de Cervantes
- Arnulfo Reyes Sánchez como Bermúdez
- María del Carmen Félix como Alicia «Licha»
- Mario Loría como Óscar
- Joaquín Cosío como Fernando Camacho
- Luis Yeverino como El Puma
- Ramón Medína como Ernesto «Neto» Juárez Rojas

## Producción
A finales de 2006, TV Azteca y Argos Comunicación anunciaron una nueva alianza de coproducción, la cual, Mientras haya vida marcó el inicio de dicha alianza. El 28 de marzo de 2007, se confirmó a Paola Núñez y Andrés Palacios como parte de los roles estelares de la historia, además de ser su último trabajo juntos como pareja estelar, siendo el primero en la telenovela Amor en custodia. El rodaje de la telenovela inició el 11 de abril de 2007, en locaciones como la colonia Narvarte y la Central de Abasto, ambas dentro de la Ciudad de México. El rodaje finalizó en diciembre de 2007.

### Escena final
Se rodaron dos escenas finales alternativos, donde el 17 de enero de 2008, a través del sitio web oficial de TV Azteca se ofreció a la audiencia una votación para elegir la escena que se emitirá en el episodio final, mientras que el segundo sería presentado en el noticiero Hechos. Dichos finales fueron filmados y actuados por Paola Núñez (Elisa), Andrés Palacios (Sergio) en la primera escena y Plutarco Haza (Rodrigo) en la segunda escena.
- Primer final: Fue la pareja de Paola Núñez y Andrés Palacios la ganadora. Aquí ellos consolidaban su amor y hablaban del significado de la vida y amor.
- Segundo final: El segundo lugar le correspondió a la pareja entre Paola Núñez y Plutarco Haza, donde ellos hacían la misma escena pero hablando sobre la importancia de la superación.

## Audiencias
| Temporada | Horario (CT)                     | Episodios | Primera emisión   | Primera emisión    | Última emisión      | Última emisión     |
| Temporada | Horario (CT)                     | Episodios | Fecha             | Audiencia (Puntos) | Fecha               | Audiencia (Puntos) |
| --------- | -------------------------------- | --------- | ----------------- | ------------------ | ------------------- | ------------------ |
| 1         | Lunes a viernes 21:30 - 22:30 h. | 188       | 2 de mayo de 2007 | 6.0                | 18 de enero de 2008 | 19.0               |

## Premios y nominaciones

### TV Adicto Golden Awards 2007
| Categoría                                   | Nominados                   | Resultado |
| ------------------------------------------- | --------------------------- | --------- |
| Mejor retorno                               | Margarita Rosa de Francisco | Ganadora  |
| Revelación femenina                         | Marimar Vega                | Ganadora  |
| Mejor villano                               | Enrique Singer              | Ganador   |
| Premio especial a la superación de un actor | Saúl Lisazo                 | Ganador   |
| Mejor reparto                               | Epigmenio Ibarra            | Ganador   |